# عين غراب
عِين غُرَاب قرية تقع في معتمدية حفوز بولاية القيروان من الوسط التونسي. ترقيمها البريدي هو 3130.